# Matthias Van Khache
Matthias Van Khache est un acteur français né le 4 juin 1977 à Villejésus (Charente).

## Biographie
Il a des origines vietnamienne et cambodgienne du côté de son grand-père paternel. Il a été en couple avec Isabelle Vitari avec qui il a eu une fille, Joséphine en 2005. Puis a eu une fille, d'une seconde union, Charlie, en mai 2014.
En 2023, il joue le rôle remarqué de Patrick Traud (pastiche du présentateur Pascal Praud) dans L'Heure de trop, une parodie de l'émission L'Heure des pros, réalisée par Malik Bentalha.

## Filmographie

### Cinéma

#### Longs métrages
- 2000 : Là-bas, mon pays d'Alexandre Arcady : Étienne
- 2001 : Sexy Boys de Stéphane Kazandjian : Manu
- 2001 : Malraux, tu m'étonnes de Michèle Rosier : Louis Chevasson
- 2001 : L'hiver sera rude de Patrick Chaize : Le facteur
- 2002 : La Bande du drugstore de François Armanet : Patrick Bernheim
- 2002 : 3 zéros de Fabien Onteniente : Le marseillais
- 2003 : Mauvais Esprit de Patrick Alessandrin : Sébastien Copy
- 2003 : Loulou de Serge Élissalde : Tom (voix)
- 2004 : Les Gaous d'Igor Sékulic : Maurice
- 2004 : J'me sens pas belle de Bernard Jeanjean : Le voisin du dessus (voix)
- 2004 : Narco de Tristan Aurouet et Gilles Lellouche : L'imitateur karaoké
- 2008 : Fracassés de Franck Llopis : Laurent
- 2008 : Nés en 68 de Olivier Ducastel et Jacques Martineau : Jean-Paul
- 2009 : Lady Blood de Jean-Marc Vincent : Romain Lamy
- 2010 : Djinns de Hugues Martin et Sandra Martin : Malovitch
- 2012 : Ce que le jour doit à la nuit de Alexandre Arcady : Simon Benyamin / Michel adulte
- 2015 : Rosalie Blum de Julien Rappeneau : Le copain du client ivre
- 2023 : Le Petit Blond de la Casbah d'Alexandre Arcady : Le directeur ciné-club
- 2024 : La Réparation de Régis Wargnier : Michel
- 2025 : Valensole 1965 de Dominique Filhol : Maurice Masse

### Télévision

#### Séries télévisées
- 1999 : Une femme d'honneur : Hannibal
- 1999 : Navarro : Steve
- 1999 : Avocats et Associés : Miguel
- 1999 - 2000 : La Crim' : Manu
- 2000 : Le Lycée : Sébastien
- 2003 : Maigret : Inspecteur Maury
- 2003 : Domisiladoré : Alex Pichon
- 2007 : Sécurité intérieure : Bug
- 2009 : Père et Maire : Romain
- 2010 : RIS police scientifique : Éric Ravenel
- 2010 : La Maison des Rocheville : François
- 2012 : Week-end chez les toquées : Kim de Grantes
- 2013 : Camping Paradis : Benjamin
- 2013 : Scènes de ménages
- 2014 : Résistance : Weil-Curiel
- 2016 - 2017 : Le Zap C-star : L'animateur de présentation
- 2017 : Le Tueur du lac : Marc
- 2017 : Le Sang de la Vigne : Fabien Dujarry
- 2019 : Camping Paradis : Patrick Delorme
- 2020 : Peur sur le lac : Marc Feldman
- 2020 : Grand Hôtel : Alfred de Mariese
- 2020 : Commissaire Magellan : Romain Versari
- 2022 : La jeune fille et la nuit: Stéphane Pianelli
- 2024 : Ouija, un été meurtrier : Charles Seguin
- 2024 : Brigade anonyme : Cédric Balardi
- 2024 : Commandant Saint-Barth : Clothaire Rosier

#### Téléfilms
- 2002 : Amour, embrouille et balade de Bernard Malaterre : Gary
- 2018 : Traqués de Ludovic Colbeau-Justin : Sanchez

### Web séries
- 2013 : Roxane, la vie sexuelle de ma pote : le connard
- 2018 : Guépardes : I.R.M.
- 2023 : L'Heure de trop : Patrick Traud